# Browar Koszalin

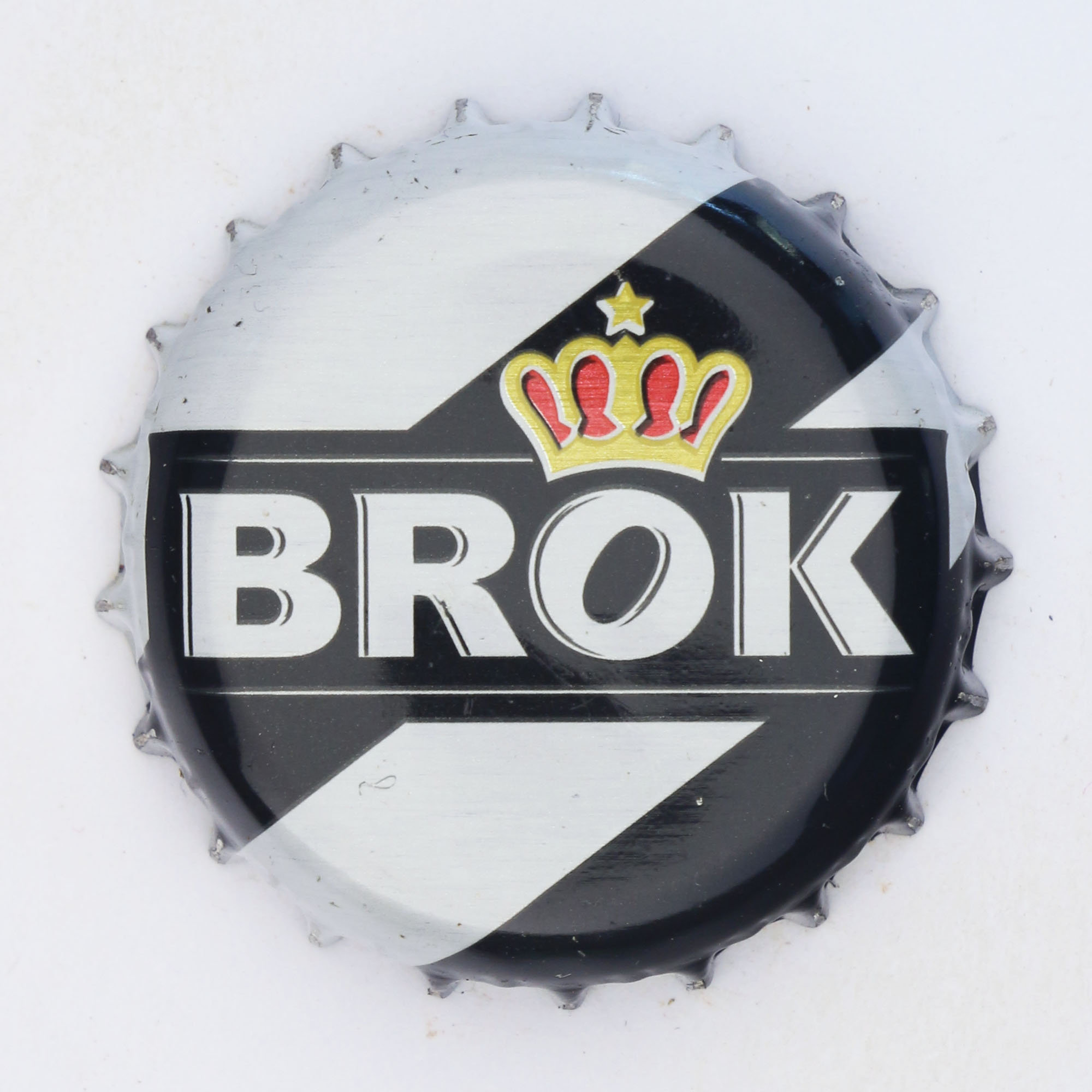
Kapsel browaru Brok

Browar Koszalin – neogotycki browar w Koszalinie zbudowany w drugiej połowie XIX wieku i zamknięty w grudniu 2022 r z powodu nieopłacalności produkcji.
W 2021 r. moce produkcyjne browaru przemysłowego w Koszalinie wynosiły około 650 tys. hektolitrów piwa rocznie.

## Historia

### Browar przemysłowy
Browar w Koszalinie został założony w 1868 roku i początkowo miał charakter rzemieślniczy. Produkcję piwa rozpoczął w 1874 roku. W 1883 roku wszedł w skład pomorskiego koncernu piwowarskiego Richarda Rückfortha. Zakład w tym czasie został znacznie rozbudowany i unowocześniony. Po zakończeniu I wojny światowej browar przeszedł w ręce rodziny Gerlachów. Został rozbudowany. W okresie międzywojennym produkował ok. 30 tysięcy hektolitrów piwa rocznie.
Po II wojnie światowej browar w Koszalinie na krótki okres zaprzestał produkcji i znalazł się pod zarządem radzieckim. Znajdowały się w nim magazyny Armii Czerwonej. Po przejęciu przez władze polskie zakład został wyremontowany. W 1960 roku browar włączono w skład Koszalińskich Zakładów Piwowarsko-Słodowniczych.
Po prywatyzacji w 1990 roku browar działał jako Koszalińskie Zakłady Piwowarskie Brok SA. W tym czasie głównym udziałowcem w browarze był niemiecki koncern Holsten-Brauerei. Na początku XXI wieku firma została przemianowana na Browary Brok SA. Od 2002 roku browar wchodził w skład grupy piwowarskiej Browary Polskie Brok-Strzelec SA. W 2005 roku browar w Koszalinie został kupiony przez duński koncern piwowarski Danish Brewery Group i wszedł w skład grupy piwowarskiej Royal Unibrew Polska.
W lutym 2009 roku spółka Royal Unibrew poinformowała o planach likwidacji zakładu. W marcu 2009 roku browar został zakupiony przez spółkę Van Pur. W maju 2009 roku transakcja ta została zaakceptowana przez Urząd Ochrony Konkurencji i Konsumentów. 
W sierpniu 2022 r. została przekazana informacja o zakończeniu działalności browaru, natomiast obiekt pozostał własnością spółki Van Pur.

### Minibrowar Kowal
Od 2008 roku w piwnicach browaru działa, niezależny od zakładu piwowarskiego spółki Van Pur, browar restauracyjny, który powstał w miejscu istniejącej w latach 90. wieku dyskoteki "Disco Pub Brok", a następnie przemienionej na „Milton Piwnice Browaru”.
W minibrowarze Kowal zainstalowana jest instalacja browarnicza niemieckiej firmy Kaspar Schulz o wydajności ponad 1000 hektolitrów piwa rocznie. Browar  produkuje kilka gatunków piwa niefiltrowanego i niepasteryzowanego na potrzeby własnej restauracji.

## Produkty

### Browar Koszalin
Lager
- Brok Export – zawartość alkoholu 5,2%
- Brok Sambor
- Brok Martin
- Brok Sambor Niefiltrowany
- Kanclerz

### Browar Kowal
Bock
- Kowal Bock

Lager
- Kowal Jasne

Piwo ciemne
- Kowal Ciemne

Piwo miodowe
- Kowal Miodowe

Piwo pszeniczne
- Kowal Weizen